# Speleoticus hei
Speleoticus hei — вид павуків родини Nesticidae. Описаний у 2023 році.

## Назва
Вид названо на честь пана Лі Ге, який зібрав типові зразки.

## Поширення
Ендемік Китаю. Поширений у провінції Сичуань на півдні країни. Виявлений у печері Ганвань Дун у місті Гуан'юань.

## Опис
Розмір голотипу самця становить 3,15 мм, а паратипу жінки — 3,29 мм.